# Microbunodon
Microbunodon — рід вимерлих парнопалих ссавців родини Anthracotheriidae. Він жив між верхнім еоценом і нижнім пліоценом (приблизно 35–5 мільйонів років тому). Його викопні останки були знайдені в Європі та Азії.

## Опис
Мікробунодон, на відміну від більшості своїх близьких родичів, був невеликих розмірів і невеликої статури. Його вага не перевищувала 20–25 кілограмів, а довжина черепа становила близько 20–30 сантиметрів. Мікробунодон був струнким з довгими ногами і короткою мордою з довгими виступаючими іклами у самців, схожим на шаблезубого кота. Він характеризувався зрощеним симфізом нижньої щелепи з виступом, подібним до вентрального гребня.

## Палеобіологія
Аналіз зубів Microbunodon показує, що він, ймовірно, харчувався листям і фруктами (Lihoreau, 2003). Ймовірно, він жив у лісовому середовищі та вів спосіб життя, дуже подібний до кабарги. Ймовірно, він виник в Азії в еоцені. Наприкінці олігоцену Microbunodon мігрував до Європи і швидко поширився разом з іншими парнопалими. Ця подія відома як подія Microbunodon через значний вплив інвазії цих тварин на європейську фауну того періоду (Scherler et al., 2013; Mennecart, 2015).